# Joachim Maj
Joachim Maj (ur. 21 sierpnia 1932 w Borowej Wsi, zm. 20 kwietnia 2019) – polski żużlowiec.
Brat Erwina Maja, również żużlowca.

## Życiorys
Wychowanek Górnika Rybnik. Swój debiut w DMP zaliczył 20.05.1951 podczas meczu Rybnika z Częstochową. Zdobył w tym spotkaniu cztery punkty. W zespole Rybnika jeździł do końca sezonu 1952. Na czas służby wojskowej w latach 1953-1954 został oddelegowany do CWKS Wrocław. W 1955 roku powrócił na łono swojej rybnickiej drużyny i startował z nią do końca swojej kariery do 1969 roku. Ostatnim meczem Joachima Maja było ligowe spotkanie czwartej kolejki DMP, w którym to Bydgoszcz podejmowała Rybnik. Przyczyną nagłego zakończenia kariery był wypadek, którego Maj doznał w czwartym swoim biegu. Gdy jechał na prowadzeniu pękła mu opona, wtedy podniósł rękę by dać znać innym zawodnikom, że jego motocykl zdefektował. W tym samym momencie opadły widełki z przodu jego motocykla, wskutek czego Maj został wyrzucony w powietrze. Podczas upadku pękło zapięcie w jego kasku tak, że przekrzywił się on na głowie zawodnika. Następstwem tego było odsłonięcie części głowy i uderzenie tą częścią w drewnianą podstawkę płotu bezpieczeństwa. Wypadek ten poddano dogłębnej analizie. Stwierdzono, że gdyby zawodnik nie podniósł ręki to prawdopodobnie nie doszło by do tak tragicznych następstw skutkujących zakończeniem jego kariery. Bardzo poważne obrażenia, które odniósł, spowodowały, że przez cztery tygodnie znajdował się w stanie krytycznym, a do pełnego zdrowia powrócił dopiero po pięciu latach.
Był stałym uczestnikiem eliminacyjnych turniejów Indywidualnych Mistrzostw Świata (w latach 1957–1968, bez przerwy), jedenastokrotnie awansując do finałów kontynentalnych, a z nich dwukrotnie do finałów europejskich (1958 – 9. miejsce, 1963 - 16. miejsce).
Pomiędzy 1952 a 1968 r. czternastokrotnie uczestniczył w finałach Indywidualnych Mistrzostw Polski, pięciokrotnie zdobywając medale: trzy srebrne (1957, 1963, 1964) oraz dwa brązowe (1958, 1962). Ośmiokrotnie startował w turniejach o „Złoty Kask”, trzykrotnie stając na podium tych rozgrywek (I m. – 1963, III m. – 1962, 1964). Siedmiokrotnie startował w Memoriałach Alfreda Smoczyka, najlepszy wynik osiągając w 1959 roku kiedy to zdobył brązowy medal tych prestiżowych rozgrywek. Siedmiokrotnie też stanowił obsadę turnieju o Puchar ROW zdobywając cztery medale. Trzy złote w latach 1961-1962, 1965 oraz jeden srebrny medal zdobyty wraz z drużyną w 1964 roku. Trzykrotnie startował w Criterium Asów, a najlepszym wynikiem było siódme miejsce w latach 1958-1959. W 1961 roku wygrał Memoriał Raniszewskiego w Bydgoszczy.
Dwukrotnie reprezentował Polskę w turniejach o Drużynowe Mistrzostwo Świata. W 1962 roku osiągnął swój największy sukces zawodniczy zdobywając brązowy medal tych rozgrywek. W 1963 roku zajął czwarte miejsce.
W swoim dorobku posiada 10 tytułów Drużynowego Mistrza Polski (1956, 1957, 1958, 1962, 1963, 1964, 1965, 1966, 1967, 1968), jak również dwa srebrne (1959, 1961) oraz dwa brązowe (1951, 1969) medale tych rozgrywek (wszystkie zdobyte w barwach rybnickiej drużyny).

## Ciekawostki
Użytkowane motocykle przez Joachima Maja charakteryzowały się najmniejszym stopniem wyeksploatowania w stosunku do reszty zespołu.
Joachim Maj nosił się z zamiarem zakończenia kariery po sezonie roku 1968 lecz uległ namowie ówczesnego prezesa ROW Rybnik Tadeusza Trawińskiego i pozostał w składzie tego zespołu na feralny sezon 1969 roku.
Joachim Maj oraz Marian Philipp byli pierwszymi głównymi trenerami Antoniego Woryny, pierwszego indywidualnego medalisty mistrzostw świata z Polski.
Niestety wskutek działania władz centralnych, Joachim Maj został dopuszczony do eliminacji indywidualnych mistrzostw świata dopiero w 26 roku swojego życia co jest jedną z przyczyn tego iż zawodnik ten nigdy nie zakwalifikował się do wielkiego finału tych rozgrywek.
Źródło

## Osiągnięcia

### Indywidualne Mistrzostwa Świata na Żużlu
| Sezon | Miasto    | Ranga                  | Miejsce | Punkty |
| ----- | --------- | ---------------------- | ------- | ------ |
| 1957  | Wiedeń    | Finał Kontynentalny    | 11      | 5      |
| 1958  | Warszawa  | Finał Europejski       | 9       | 6      |
| 1959  | Monachium | Finał Kontynentalny    | 10      | 6      |
| 1960  | Wiedeń    | Finał Kontynentalny    | 16      | 1      |
| 1961  | Slany     | Finał Kontynentalny    | 10      | 7      |
| 1962  | Wrocław   | Finał Kontynentalny    | 14      | 3      |
| 1963  | Göteborg  | Finał Europejski       | 16      | 2      |
| 1964  | Slany     | Finał Kontynentalny    | 15      | 2      |
| 1965  | Wrocław   | Finał Kontynentalny    | 10      | 7      |
| 1966  | Slany     | Finał Kontynentalny    | 12      | 4      |
| 1967  | Slany     | Półfinał Kontynentalny | 13      | 5      |
| 1968  | Ufa       | Finał Kontynentalny    | 15      | 4      |

Źródło

### Drużynowe mistrzostwa świata na żużlu
| Sezon | Miasto  | Ranga                  | Miejsce | Punkty              |
| ----- | ------- | ---------------------- | ------- | ------------------- |
| 1962  | Slany   | Finał światowy         | 3       | 4 (Cała drużyna 20) |
| 1963  | Wiedeń  | Finał światowy         | 4       | 1(Cała drużyna 7)   |
| 1965  | Olching | Półfinał Kontynentalny | 1       | 8 (Cała drużyna 39) |

Źródło

### Drużynowe Mistrzostwa Polski – sezon zasadniczy
| Sezon | Klub          | Miejsce | Liga    | Średnia/bg | Średnia/mc | Pkt       | Bonusy | Razem     | Komplety        | Biegi | Mecze |
| ----- | ------------- | ------- | ------- | ---------- | ---------- | --------- | ------ | --------- | --------------- | ----- | ----- |
| 1951  | Górnik Rybnik |         | I Liga  | 1,333      | 2,500      | 5         | 3      | 8         | 0               | 6     | 2     |
| 1952  | Górnik Rybnik | 6       | I Liga  | 2,300      | 6,900      | 34,5      | 0      | 34,5      | 3               | 15    | 5     |
| 1953  | CWKS Wrocław  | 4       | I Liga  | 1,500      | 4,500      | 22,5      | 0      | 22,5      | 0               | 15    | 5     |
| 1954  | CWKS Wrocław  | 6       | I Liga  | 1,563      | 4,688      | 75        | 0      | 75        | 1               | 48    | 16    |
| 1955  | Górnik Rybnik | 1       | II Liga | b.d.       | b.d.       | b.d.      | b.d.   | b.d.      | b.d.            | b.d.  | b.d.  |
| 1956  | Górnik Rybnik |         | I Liga  | 2,339      | 8,857      | 124       | 7      | 131       | 5 - (1 pł.)     | 56    | 14    |
| 1957  | Górnik Rybnik |         | I Liga  | 2,855      | 12,643     | 177       | -      | 177       | 11              | 62    | 14    |
| 1958  | Górnik Rybnik |         | I Liga  | 2,575      | 12,250     | 171,5     | 1      | 172,5     | 2               | 67    | 14    |
| 1959  | Górnik Rybnik |         | I Liga  | 2,448      | 10,923     | 142       | -      | 142       | 4               | 58    | 13    |
| 1960  | Górnik Rybnik | 5       | I Liga  | 2,174      | 10,643     | 149       | 1      | 150       | 1               | 69    | 14    |
| 1961  | Górnik Rybnik |         | I Liga  | 2,714      | 12,846     | 167       | 4      | 171       | 6 - (1 pł.)     | 63    | 13    |
| 1962  | Górnik Rybnik |         | I Liga  | 2,767      | 11,857     | 166       | -      | 166       | 9               | 60    | 14    |
| 1963  | Górnik Rybnik |         | I Liga  | 2,589 (3)  | 10,286 (5) | 144 (1)   | 1      | 145 (1)   | 5               | 56    | 14    |
| 1964  | Górnik Rybnik |         | I Liga  | 2,509 (4)  | 10,269 (5) | 133,5 (6) | 2      | 135,5 (5) | 4               | 54    | 13    |
| 1965  | ROW Rybnik    |         | I Liga  | 2,688 (2)  | 10,542 (4) | 126,5 (9) | 2,5    | 129 (9)   | 7 (1) – (2 pł.) | 48    | 12    |
| 1966  | ROW Rybnik    |         | I Liga  | 2,509 (5)  | 9,846 (6)  | 128 (8)   | 5      | 133 (8)   | 4 - (2 pł.)     | 53    | 13    |
| 1967  | ROW Rybnik    |         | I Liga  | 2,526      | 9,857      | 138       | 6      | 144       | 4 - (3 pł.)     | 57    | 14    |
| 1968  | ROW Rybnik    |         | I Liga  | 2,176      | 7,286      | 102       | 9      | 111       | 2 - (1 pł.)     | 51    | 14    |
| 1969  | ROW Rybnik    |         | I Liga  | 1,900      | 5,667      | 17        | 2      | 19        | -               | 10    | 3     |

W nawiasie miejsce w danej kategorii (śr/m oraz śr/b - przy założeniu, że zawodnik odjechał minimum 50% spotkań w danym sezonie)
Podsumowanie wyników w najwyższej klasie rozgrywkowej w Polsce w sezonie zasadniczym:
| Sezony | Średnia/bg | Średnia/mc | Pkt    | Bonusy | Razem | Komplety           | Biegi | Mecze |
| ------ | ---------- | ---------- | ------ | ------ | ----- | ------------------ | ----- | ----- |
| 18     | 2,436      | 9,771      | 2022,5 | 43,5   | 2066  | 68 - (10 płatnych) | 848   | 207   |

Źródło

### Indywidualne Mistrzostwa Polski na Żużlu
- 1952 – Wrocław – 13. miejsce – 4 pkt → wyniki
- 1956 – Cykl turniejów - 7. miejsce – 20 pkt → wyniki
- 1957 – Rybnik – 2. miejsce  – 14 pkt → wyniki
- 1958 – Rybnik – 3. miejsce  – 13 pkt → wyniki
- 1959 – Rybnik – 7. miejsce – 8 pkt → wyniki
- 1960 – Rybnik – 5. miejsce – 11 pkt → wyniki
- 1961 – Rzeszów – 5. miejsce – 12 pkt → wyniki
- 1962 – Rzeszów – 3. miejsce  – 13 pkt → wyniki
- 1963 – Rybnik – 2. miejsce  – 13 pkt → wyniki
- 1964 – Rybnik – 2. miejsce  – 13+3 pkt → wyniki
- 1965 – Rybnik – 5. miejsce – 10 pkt → wyniki
- 1966 – Rybnik – 4. miejsce – 10 pkt → wyniki
- 1967 – Rybnik – 13. miejsce – 5 pkt → wyniki
- 1968 – Rybnik – 7. miejsce – 9 pkt → wyniki

Źródło

### Turniej o Złoty Kask
- 1961 - 4. miejsce – 80 pkt → wyniki
- 1962 - 3. miejsce  – 71 pkt → wyniki
- 1963 - 1. miejsce  – 68 pkt → wyniki
- 1964 - 3. miejsce  – 57 pkt → wyniki
- 1965 - 7. miejsce – 61 pkt → wyniki
- 1966 - 5. miejsce – 51 pkt → wyniki
- 1967 - 7. miejsce – 54 pkt → wyniki
- 1968 - 4. miejsce – 56 pkt → wyniki

Źródło

### Memoriał Alfreda SmoczykawLesznie
- 1952 – 11. miejsce – 1 pkt → wyniki
- 1956 – 5. miejsce – 11 pkt → wyniki
- 1957 – 4. miejsce – 9 pkt → wyniki
- 1959 – 3. miejsce  – 8 pkt → wyniki
- 1962 – 4. miejsce – 7 pkt → wyniki
- 1964 – 6. miejsce – 6 pkt → wyniki
- 1967 – 6. miejsce – 7 pkt → wyniki

Źródło

### Puchar ROW
- 1961 - Rybnik - 1. miejsce – 12 pkt  → wyniki
- 1962 - Rybnik - 1. miejsce – 12 pkt  → wyniki
- 1964 - Rybnik - 2. miejsce  – 6 pkt (drużyna 26) → wyniki
- 1965 - Rybnik - 1. miejsce – 11 pkt  → wyniki
- 1966 - Rybnik - 4. miejsce – 10 pkt → wyniki
- 1967 - Rybnik - 5. miejsce – 7 pkt → wyniki
- 1968 - Rybnik - 16. miejsce – 0 pkt → wyniki

Źródło

### Criterium Asów
- 1956 - Bydgoszcz - 12. miejsce – 0 pkt → wyniki
- 1958 - Bydgoszcz - 7. miejsce – 8 pkt → wyniki
- 1959- Bydgoszcz - 7. miejsce – 8 pkt → wyniki

Źródło

### Memoriał Zbigniewa Raniszewskiego
- 1961 - Bydgoszcz - 1. miejsce  – 15 pkt → wyniki

Źródło